# Angerbach (Ammer)
Der Angerbach, am Oberlauf zunächst Ramseer Bach und im Mündungsort Weilheim in Oberbayern zuletzt Stadtbach genannt, ist ein rechter Zufluss der Ammer im oberbayerischen Landkreis Weilheim-Schongau.

## Geographie

### Verlauf
Der Angerbach entspringt als Ramseer Bach in der Nähe von Obersöchering in einem namenlosen Quellweiher und erfährt nach wenigen Metern Zufluss vom Eckenbichelsee her. Er fließt durchweg in nördlicher bis westlicher Richtung und durchläuft dabei zunächst nordwärts das Amettal. In Eberfing, wo er schon als Angerbach bezeichnet wird, nimmt er den Weidenbach von rechts auf. In Deutenhausen wird der Bach zum Betrieb einer Mühle geteilt und nach etwa einem Kilometer wieder vereinigt. Kurz vor Weilheim in Oberbayern teilt sich der Bach erneut, der rechte Hauptast speist die Zotzenmühle. In Weilheim wird er Stadtbach genannt und ist teilweise kanalisiert. An der Brücke über diesen Fluss in der Stadt mündet der Angerbach schließlich von rechts in die Ammer.

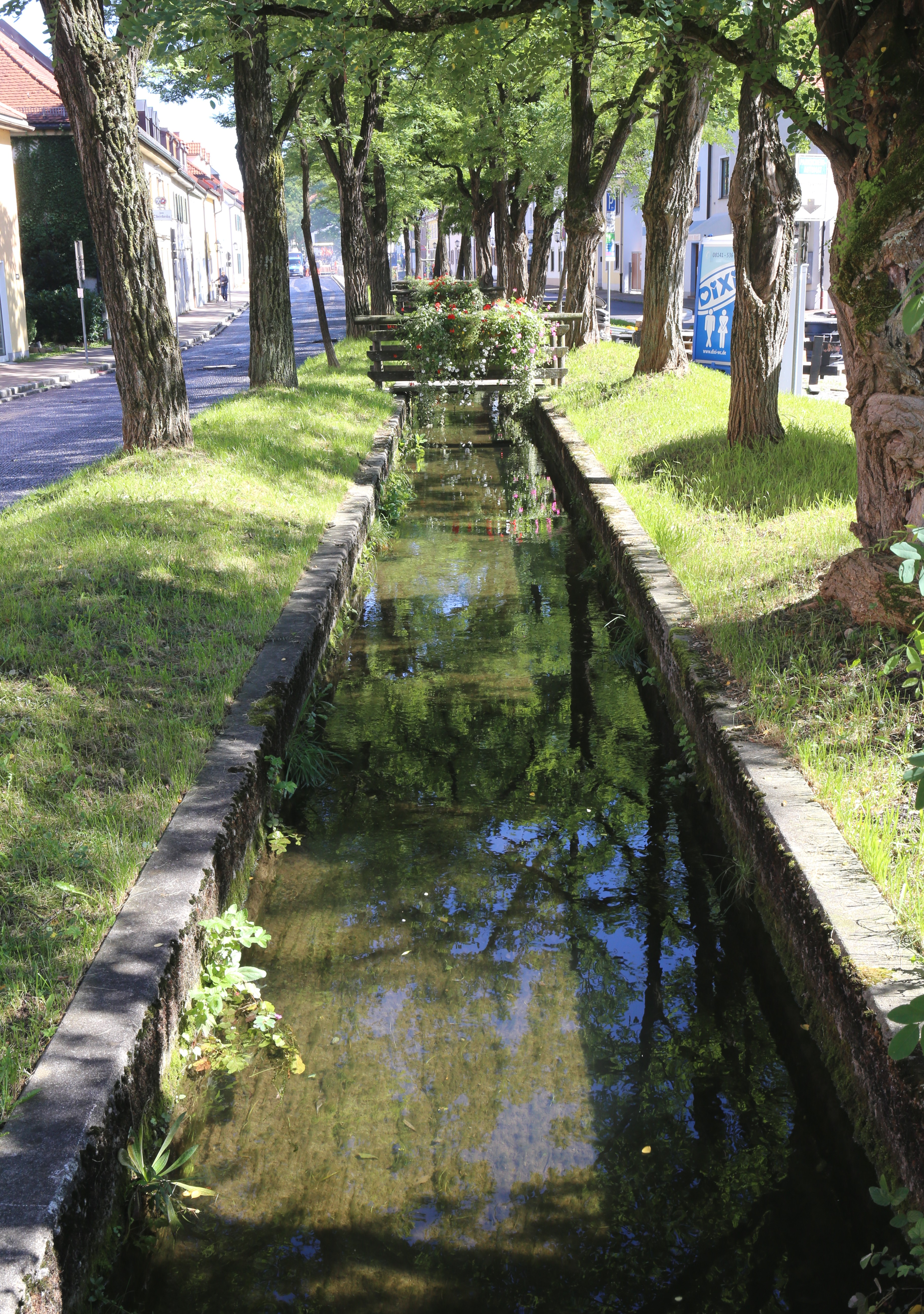
Angerbach in Weilheim

### Zuflüsse
Entspringt als Ramseer Bach einem namenlosen Teich nördlich von Obersöchering
- Südlich-oberhalb des Teichabflusses liegt der Badsee gerade noch im Einzugsgebiet, ohne erkennbaren offenen Zufluss zum Quellteich hin
- (Zufluss vom Eckenbichelsee), von links gleich nach dem Teichabfluss
- Durchfließt einen Stauteich zwischen Weidenholz links und Schusterholz rechts
- (Zufluss von der Lache), von rechts wenig nach dem vorigen im Amettal
- (Zufluss), von rechts
- Durchfließt einen Stauteich in engem Waldtal neben der Egenrieder Straße (WM 11)
Heißt ab Obereberfing Angerbach
- (Zufluss von einem Teich am Quellenweg in Obereberfing), von rechts
- Weidenbach, von rechts gegenüber dem Sportplatz von Eberfing
- (Zufluss), von rechts gegenüber Gossenhofen
- Marnbacher Bach, von rechts gegenüber dem Sportplatz von Marnbach